# Нова-Мутун
Нова-Мутун (порт. Nova Mutum) — муниципалитет в Бразилии, входит в штат Мату-Гросу. Составная часть мезорегиона Север штата Мату-Гроссу. Входит в экономико-статистический микрорегион Алту-Телис-Пирис. Население составляет 19 178 человек на 2006 год. Занимает площадь 9537,923 км². Плотность населения — 2,0 чел./км².

## История
Город основан 4 июля 1988 года. 

## Статистика
- Валовой внутренний продукт на 2003 год составляет 400 770 453,00 реалов (данные: Бразильский институт географии и статистики).
- Валовой внутренний продукт на душу населения на 2003 год составляет 24 110,84 реалов (данные: Бразильский институт географии и статистики).
- Индекс развития человеческого потенциала на 2000 год составляет 0,801 (данные: Программа развития ООН).